# Залізні метелики
«Залізні метелики» (англ. Iron Butterflies) — український документальний фільм 2023 року режисера Романа Любого про збиття рейсу MH17 біля Донецька під час російсько-української війни на сході України.

## Сюжет
Влітку 2014 року російські військові в небі над українським Донбасом збили цивільний літак рейсу MH17 з 298 людьми на борту. Російський уряд одразу почав заперечувати свою причетність до трагедії, а пропаганда — працювати на повну потужність, намагаючись приховати справжні обставини злочину. Стрічка розповідає про обставини воєнного злочину, розслідування якого тривало 8 років.
Фільм поєднує вирізки зі справ, фрагменти телеефірів, інтерв'ю, архівні кадри, документальні спостереження, уривки розмов російських військових.

## Акторський склад
- Данило Шраменко
- Іван Заверталюк
- Антон Овчінніков
- Софія Гах
- Ольга Кебас
- Анастасія Аникевич
- Бріджет Фіске
- Джозеф Лау

## Фестивалі
- Документальне кіно світу, Кінофестиваль «Санденс», 2023
- Секція «Панорама», Берлінський міжнародний кінофестиваль, 2023
- Національний конкурс, Міжнародний фестиваль документального кіно про права людини Docudays UA, 2023

## Нагороди
- 2023: Номінація «Приз головного журі» у категорії «Кіно світу — документальне кіно» на кінофестивалі «Санденс»
- 2023: Номінація «Нагорода глядацьких симпатій» у секції «Панорама» на Берлінському міжнародному кінофестивалі